# Hunding, Niederbayern
Hunding är en kommun och ort i Landkreis Deggendorf i Regierungsbezirk Niederbayern i förbundslandet Bayern i Tyskland.
Kommunen ingår i kommunalförbundet Lalling tillsammans med kommunerna Grattersdorf, Lalling och Schaufling.